# 淑景舎

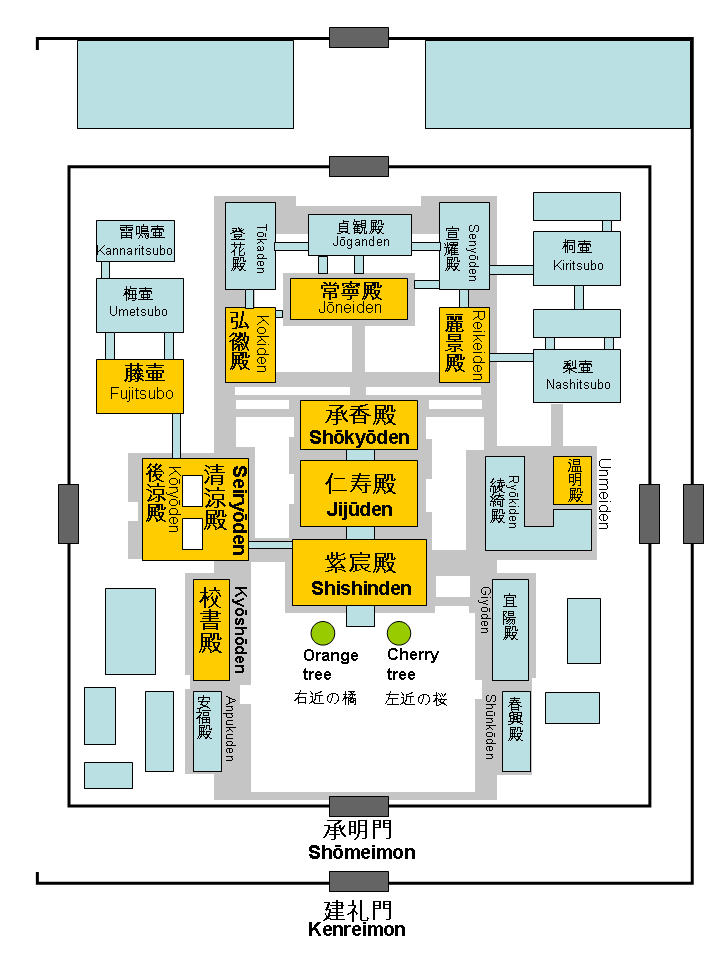
平安京内裏図

淑景舎（しげいしゃ・しげいさ）とは、平安御所の後宮の七殿五舎のうちの一つ。庭に桐が植えてあることから桐壺（きりつぼ）の別名がある。
内裏の北東に位置し、南北二棟がある。（北は淑景北舎） 宣耀殿の東、昭陽舎の北。
天皇の住まう清涼殿から最も遠い位置にあり、また、清涼殿に向かう際もほかの殿舎の前を通る渡り廊下を通らねばならないなど不便な配置である。そのためか、実際には天皇の女御や更衣が居住したという記録は殆どなく、藤原伊尹や藤原兼家が摂政の直廬（じきろ、詰め所）として使用した(多くは職御曹司を直盧(執務室)とした)。
淑景舎を直盧(執務室)とした事例は、摂政の地位が天皇により密着したものとなったことを示している。その典型が、一条天皇初期の状況で、外祖父藤原兼家が執務をする淑景舎で、幼い一条天皇はしばしば内裏を訪れる生母藤原詮子と共に過ごした。
淑景舎は東宮師貞親王(後の花山天皇)の居所で、ここを最初に直盧としたのは藤原伊尹である。太政大臣以前はここで叙位や除目などの摂政としての職務を行なっていた。(それ以前は、摂政関白の直盧は職御曹司に置かれていた)
『源氏物語』では、光源氏の母桐壺更衣の局として名高い。その後は源氏自身が宿直所とし、源氏の娘明石の姫君も東宮（今上帝）に入内した際やはり淑景舎を局とした。
南北いずれも5間4面というが、南舎は図によれば身屋が南北2間、東西5間、南・北の廂は5間、東・西の廂は4間、東廂の外に孫廂があり、北・西・南の3方に簀子があり、南の簀子の中央から、昭陽北舎に続く渡廊、西廂の南一の間の西に宣耀殿にかよう渡廊、東廂の北端から、北舎の東廂の南端にかよう渡廊が、いずれも簀子をへだててある。北舎は身屋が南北2間、東西5間、西と東と2間の廂があり、西方に簀子がある。